# Кярду (Люманда)
Кя́рду (ест. Kärdu küla) — село в Естонії до грудня 2014 року, входило до складу  колишньої волості Люманда повіту Сааремаа.

## Населення
Чисельність населення на 31 грудня 2011 року становила 4 особи.

## Історія
У грудні 2014 року в процесі утворення нової волості Ляене-Сааре село було ліквідовано, а його територія приєднана до села Люманда.